# Чипровски водопад
Чипровски водопад е каскаден водопад на Стара река в Чипровска планина.
Водопадът е с височина 18 m. В подножието му е образувано малко езеро. До него се достига от град Чипровци по обособена екопътека „Деяница“ за около 1,5 часа.